# Benjamin Plüss
Benjamin Plüss (* 3. März 1979 in Bülach) ist ein ehemaliger Schweizer Eishockeyspieler, der in der National League A bei Fribourg-Gottéron, den SCL Tigers und den Kloten Flyers unter Vertrag stand. Sein Bruder Martin Plüss war ebenfalls ein professioneller Eishockeyspieler.  

## Karriere
Benjamin Plüss begann seine Karriere als Eishockeyspieler in der Nachwuchsabteilung der Kloten Flyers, für deren Profimannschaft er in der Saison 1998/99 sein Debüt in der Nationalliga A gab. Die Saison 2000/01 verbrachte der Flügelspieler beim Lausanne HC in der Nationalliga B. Daraufhin spielte er zwei Jahre lang für den NLA-Teilnehmer SCL Tigers. Seit der Saison 2003/04 stand er für Fribourg-Gottéron in der NLA auf dem Eis. 2013 erreichte er mit der Mannschaft den Final der NLA. Plüss spielte während seiner Karriere in 743 NLA-Spielen und erzielte 444 Skorerpunkte. Im März 2016 gab er das Ende seiner Spielerlaufbahn bekannt, nachdem er 13 Jahre lang für Fribourg aktiv gewesen war. Seine Trikotnummer 13 wurde von Fribourg-Gottéron gesperrt.

### International
Für die Schweiz nahm Plüss an der Weltmeisterschaft 2012 und an der Weltmeisterschaft 2014 teil. Er absolvierte insgesamt 43 Länderspiele für die Schweiz.

## NLA-Statistik
(Stand: Ende der Saison 2011/12)